# Eugnathides
Eugnathides är ett utdött släkte av förhistoriska benfiskar som levde under yngre jura (Oxfordian - Tithonian).